# ジョージ・ベスト
ジョージ・ベスト（George Best, 1946年5月22日 - 2005年11月25日）は、イギリス（北アイルランド）・ベルファスト出身の元サッカー選手。北アイルランド代表であった。ポジションはフォワード（ウイング）。マンチェスター・ユナイテッドFCにおいてボビー・チャールトン、デニス・ロー等と共に「聖なる三位一体（ホーリー・トリニティ）」あるいは「黄金のトリオ」と呼ばれて1960年代に一時代を築き、それまで労働者階級のスポーツであったサッカーにおいて階級を超えた人気を博した。アイドルのような容姿とピッチ上の活躍からエル・ビートルや5人目のビートルズと呼ばれた。マンチェスター・ユナイテッドに在籍した11シーズンでリーグ優勝2回を果たし、1967-68シーズンには28得点を挙げ得点王に輝いた。

## 生い立ち
1946年5月22日、父ディッキー・ベスト、母アン・ベストの長男として北アイルランド・ベルファストに生まれた。先祖はスコットランド出身である。父親は造船所で働く旋盤工であり、母親はホッケーの名選手であった。生年時はアンの実家に暮らしていたが、1949年にベルファスト市内のクレイガー地区へ転居した。1951年、同地のネトルフィールド小学校に入学、1957年にグローヴナー・ハイスクールに入学した。小学校では算数と国語（英語）の成績が良く、クラスでひとり離れた場所の上級学校へ進んだが、そこにサッカー部がなかったため9か月間ラグビーに励んだ。しかし、プロテスタント系の学校であったことと、5キロの通学途中にカトリック居住区があったことにより、敵意を持つ子供や若者からいじめを受けるようになったことが原因で学校を中退、翌年、家から近いリスナッシャラ中等学校に転校した。これが契機となって再びサッカーに打ち込めるようになり、学校のスクールチームに加入すると同時に、バド・マクファーレンが運営する地元のサッカークラブ・クレイガー少年団にも加入した。14歳の時、当時隆盛を誇っていたウルヴァーハンプトン・ワンダラーズFCのファンになり、特にピーター・ブロードベントが好きな選手だった。小柄で痩せていたため（身長は約150cm、体重は約40kgであった）、リーズ・ユナイテッドFCのスカウトの目には止まらなかったが、マンチェスター・ユナイテッドFCの北アイルランド担当スカウトであるボブ・ビショップはベストの才能を確信し、マンチェスター・ユナイテッドのトライアルを受けることになった。この際にビショップがマット・バスビー監督に「I think I have found you a genius」（天才を発見した）という電報を打ったことがよく知られている。トライアルに合格し、マンチェスター・ユナイテッドとアマチュア契約を交わしたジョージは、親元を離れてマンチェスターのチョールトン・カム・ハーディのメアリー・フラウェイ宅にて下宿生活を始めた。

## 選手経歴
15歳でトライアルに合格したが、英国サッカー協会の規定によりクラブは17歳以下の選手とプロ契約を結ぶことが禁じられていたため、週給4ポンドで靴の手入れや更衣室、トイレの掃除といった雑務をこなしつつチームで練習に励んだ。1963年5月22日、17歳の誕生日にマンチェスター・ユナイテッドとプロ契約を交わした。リザーブチームが所属するセントラルリーグでトップチームへの昇格を目指して研鑽を重ねていたが、1963-1964シーズンの9月14日ウェスト・ブロムウィッチ・アルビオンFC戦、鼠径部を負傷していたイアン・モイアーの代役として7番ライトウィンガーで先発出場し、トップチームデビューを果たし、1-0の勝利に貢献した。英国『ガーディアン』紙はこの試合のジョージ・ベストについて「ベストのサッカーは時として質の高いものだが、未熟さも見せた。（中略）六五分にベストはスタイルズにショートパスを入れて、それがゴールにつながった」と戦評している。その後、レギュラーのイアン・モイアーが怪我から復帰したため、次の試合からはまたもリザーブチームで過ごしたが、12月28日のバーンリーFC戦で再び出場し、左足で初ゴールを決めた。バーンリー戦の活躍でレギュラーに定着し、リーグ戦17試合に出場、4得点を挙げたが、チームは勝ち点4差でリヴァプールFCに届かず2位に終わった。また、FAカップでは三回戦から準決勝でウェストハム・ユナイテッドFCに敗れるまでの全ての試合に出場し、3得点を記録している。欧州カップ戦ではスポルティング・クルーベ・デ・ポルトゥガルとの試合に出場し、欧州デビューを飾っている。マンチェスター・ユナイテッドでの活躍が認められたベストは北アイルランド代表に初招集され、1964年4月15日のウェールズ戦で初出場した。17歳での代表デビューは最年少出場記録であった。この頃のベストは、17歳でデビューしたこと、右ウイングにポジションしていたこと、ドリブルが得意なことなどから往年の名手スタンリー・マシューズと比較されることが多かった。
1964-65シーズンは序盤こそチームとしての調子が上がらなかったが、新加入のノビー・スタイルズとの連携がかみ合ってくるにつれて勝ち点を重ねていき、最終的に26勝9分7敗で首位リーズと並んだ。僅かながらマンチェスター・ユナイテッドが得点率差で逆転したため、8シーズンぶりにリーグ優勝を果たした。ベストは代表戦で欠場した1試合を除いて全ての試合にフル出場し、通算10得点を挙げて優勝に貢献した。2年目にして既にチームに欠かせない主力選手へと成長したベストは、活躍の度に全国紙に大きく掲載されるようになり、知名度が飛躍的に高まった。
1965-66シーズンのUEFAチャンピオンズカップ準々決勝では当時ヨーロッパ最強と目されていたSLベンフィカと対戦し、セカンドレグで2得点を決めて世界中に名を知らしめた。1966-67シーズンは公式戦45試合すべてにフル出場し、2位のノッティンガム・フォレストFCに勝ち点4差をつけてのリーグ優勝に貢献した。
1967-68シーズンのUEFAチャンピオンズカップ準決勝ではレアル・マドリードと対戦し、ファーストレグで1ゴール、セカンドレグで1アシストを決めて勝ち抜けに貢献した。決勝ではまたもやベンフィカと対戦し、延長前半に得点して初優勝に貢献した。同シーズンのリーグ戦では28ゴールを挙げて得点王に輝き、マンチェスター・Uの選手としては3人目となるバロンドールを史上最年少で獲得した。
1969年夏にはデンマーク人女性と婚約するが、すぐに彼女への熱は冷め、11月には婚約を解消したため、訴訟問題に発展した。この頃には飲酒量も多くなり、しばしば二日酔いで練習を無断欠席した。12月3日のマンチェスター・シティFC戦では、判定に抗議して審判の手の中にあったボールをはたき落したため、4週間の出場停止と100ポンドの罰金処分を下された。出場停止が明けて出場したFAカップ・ノーサンプトン・タウンFC戦では、ダブルハットトリック（6得点）を達成して気を吐いた。1970年4月18日には、北アイルランド代表のスコットランド戦で審判に泥を投げ付け、退場処分を受けた。ベストはたびたび判定にクレームをつけたため、1971年1月4日には英国サッカー協会の懲罰委員会から、6週間の執行猶予付き出場停止と250ポンドの罰金処分を受けた。罰金額は過去最高額だった。その4日後には、チェルシーFC戦に出場せずに恋人と食事しているところを見られ、メディアの注目の的となった。1971年から72年には何度も脅迫状を受け、前述のトラブルなどもあってコンディションを落とした。
1972年5月20日、25歳にして現役引退を宣言したが、これはすぐに撤回された。12月19日には再び引退願いをクラブに提出し、今度は半年の間プレーから遠ざかった。1973年10月6日にリザーブチームの試合で復帰し、10月20日のバーミンガム・シティFC戦で11カ月ぶりにトップチームのリーグ戦に復帰した。1974年1月1日、クイーンズ・パーク・レンジャーズFC戦がマンチェスター・Uでのラストゲームとなった。
ベストがいなくなったマンチェスター・Uは1973-74シーズンを21位で終え、2部リーグに降格した。南アフリカやアイルランド、スコットランド、オーストラリアなどのクラブを渡り歩き、アメリカでプレーした際にはペレと対戦したこともある。北アイルランド代表では37試合出場し9得点を上げているが、同国自体は決して強いチームではなかった為、FIFAワールドカップに出場することはできなかった。

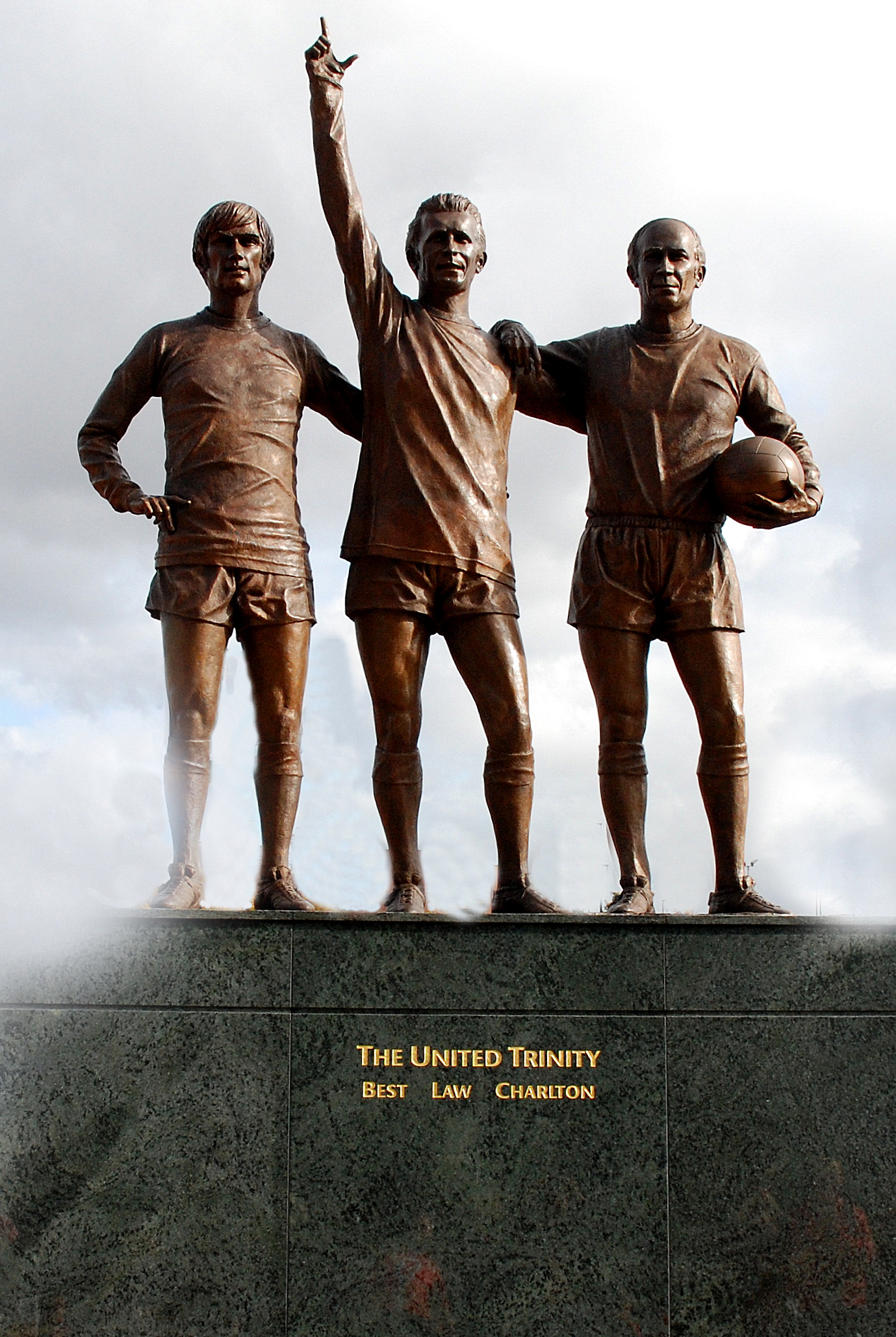
オールド・トラッフォードの前に立つ銅像（左からベスト、ロー、チャールトン）

## 現役引退後
1978年にアンジェラ・ジョーンズと結婚し、1981年に息子が誕生したが、結婚生活は数年で終わりを告げた。1978年、アルコール依存症に陥り死亡した母親の訃報に精神的に追い込まれ、酒やギャンブルにのめり込むようになり、1982年には破産に追い込まれる。1984年には飲酒運転と警官への暴行容疑で逮捕され、懲役3ヶ月の判決を受ける。それでもベストの人気は衰えず、ワールドカップのゲスト解説者やチャリティーマッチや記念試合への出場、サッカーイベントに関わるディナーショウへの出演など精力的に活動を続けている。1988年4月には「ペレオールスターズ」という名でペレらとともに来日しており、エイズ撲滅のためのチャリティーマッチに出場している。1995年にはヴァージン航空の客室乗務員であったアレックス・パーシーと恋に落ち、2度目の結婚をした。長年の飲酒生活により肝臓が破壊され、2002年7月にはロンドンのクロムウェル病院で肝臓移植手術を受けたが、しばらくすると再び酒に手を出し、2004年には飲酒運転で20カ月の免停処分を受けた。ベストのアルコール依存に対する世論の批判や度重なる不倫報道などによって同年にはアレックスとの結婚生活も破綻し、離婚に至っている。

## 死去

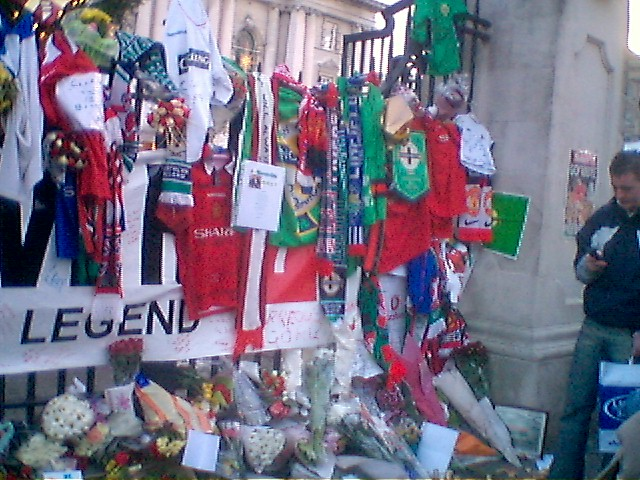
ベストの死を悼み、ベルファスト市庁舎に手向けられた花やユニフォーム（2005年）

2005年、インフルエンザでクロムウェル病院に入院していたベストは、肝臓移植手術後に服用していた免疫抑制剤によって腎臓の感染症にかかり、2か月もの間闘病生活を送った。しかし病状は回復せず、11月25日午後11時55分に死亡した。ベストの死去はイングランドの国民的関心事として大きく取り上げられ、病院前やオールド・トラッフォードでは多くの人々が参集して哀悼の意を表した。サー・マッド・バズビー・ウェイにはメッセージを綴ったカードや手紙と共に多くの花束やユニフォームが敷き詰められ、実家のあるベルファストでも混乱を避けるため弔問者のための記帳台が市庁舎に設けられるなどの対応が取られた。翌日のアプトン・パークでは、マンチェスター・ユナイテッドとウェストハム・ユナイテッドが試合を予定していたが開始前にはトレヴァー・ブルッキングが追悼の辞を述べ、ベストを称える拍手が鳴り響いた。11月30日、オールド・トラッフォードで行われたマンチェスターユナイテッドの試合では1分間の黙祷が捧げられ、ビートルズのイエロー・サブマリンを替え歌にしたベストのチャントが観客席から贈られた。12月2日の葬儀の日、ベストの遺体を載せた霊柩車はバレン・ウェイを出発し、北アイルランド議会議事堂のあるストーモントまでの道をゆっくりと進んだ。ベストの最後を見送ろうと道の両側には幾重にも人垣が作られ、その中には後にベルファストの壁に大書されるスローガンを掲げる人もいた。
ストーモントの敷地内に到着すると、2万人以上の人々が見守る中、ハリー・グレッグやデニス・ローといったかつてのチームメートによってベストの棺は祭壇へと運ばれると、司会を務めたキャスターのエイノン・ホームズは最後の別れを告げた。およそ1時間に渡ったこの葬儀はBBC放送によって生中継で世界中へ届けられ、イギリス全体で450万人、全世界で2300万人が視聴したと記録されている。
2006年5月、ベルファルト・シティ空港がジョージ・ベスト・ベルファスト・シティ空港と改称された。2006年11月、1周忌を記念して彼の肖像画が描かれた5ポンド紙幣がアルスター銀行によって発行された。通常なら北アイルランド銀行で発行された紙幣はイングランドでは流通することは無いが、その功績を讃えて英国全土及びアイルランドで流通する事になった。2008年5月29日、オールド・トラッフォードの外にベスト、デニス・ロー、ボビー・チャールトンのブロンズ像が完成した。

## 人物

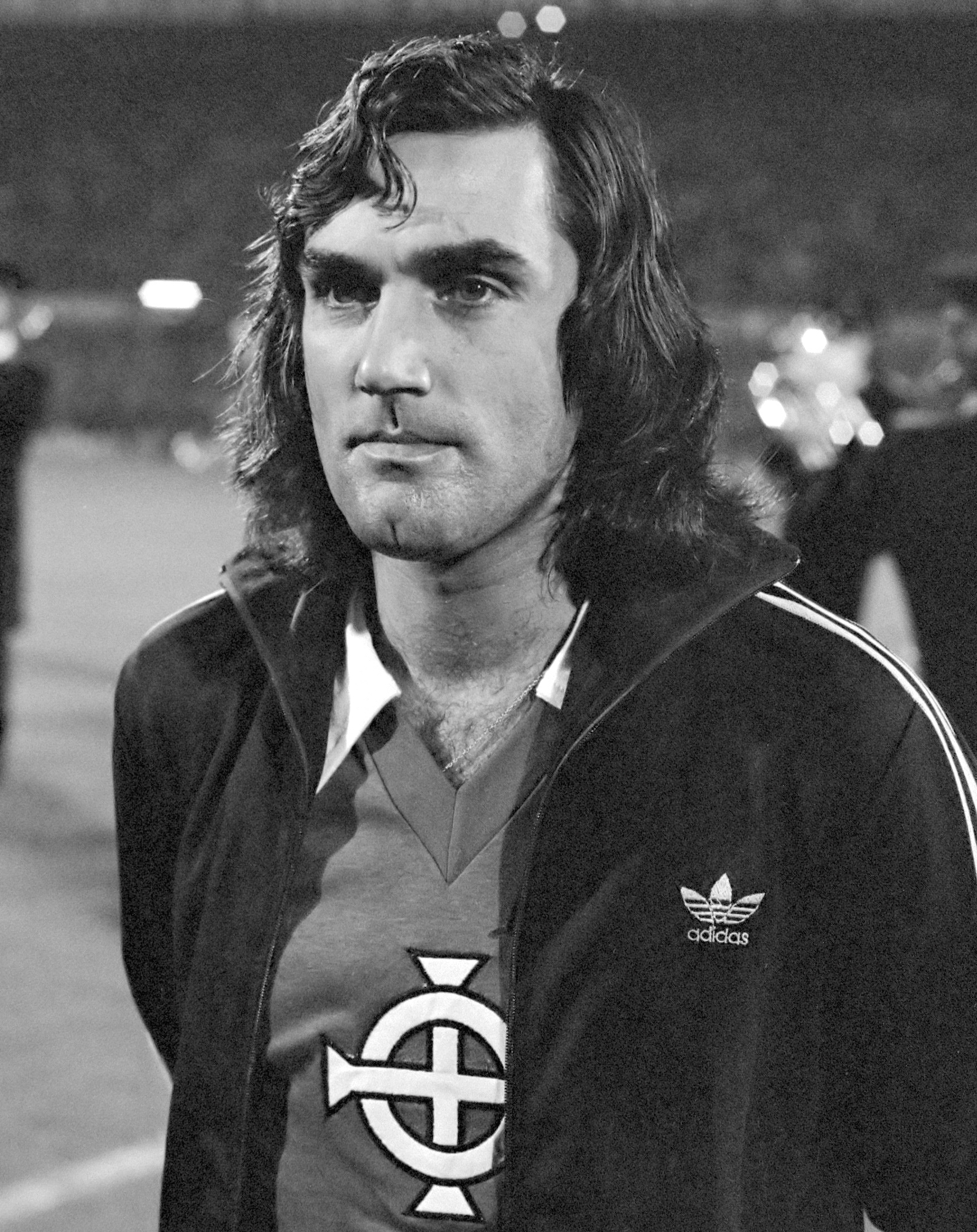
ベスト（1976年）

ベストはイギリスが生み出したサッカー選手の中で最も天賦の才を備えた選手であり、ペレはベストについて「世界最高の選手」と評している。ペレ、ヨハン・クライフ、ミシェル・プラティニ、ジネディーヌ・ジダンらと同じく、運動能力・判断力・創造性を総合してプレイを魅せることが出来る選手として評価されている。緩急自在のドリブルを駆使して幾度も決定機を創出し、華奢に見える身体つきながら激しいタックルにもひるまず倒れないバランス感覚を持っており、こうした特質がファンの記憶に長く留めさせている。またシュート能力そのものにも長け、ヒールキックやループシュートのようなトリッキーなものもあれば、相手選手の意表をついて遠距離からシュートを放ち得点を挙げることもあった。一方で27歳という若さでマンチェスター・ユナイテッドでのキャリアを終えたことと、私生活の放蕩ぶりから「フィールドの内でも外でも、プレッシャーに耐えるには不十分な能力、人格、バックグラウンドを持ったサッカーヒーロー」と批判する声もある。
また、宗教的観点からベストの果たした功績について言及するものもいる。ベストは北アイルランド出身でプロテスタント系の出自であったが、自身は宗派に固執せず、無頓着な態度を示していた。アラン・ベアナーはこうした態度がカトリック色の強かったマンチェスター・ユナイテッドにおいてカトリック系住民とプロテスタント系住民の対立を止揚し、エキュメニカルな働きをしたと指摘している。
当時欧州最強の異名をとっていたSLベンフィカが欧州カップ戦においてマンチェスター・ユナイテッドと対峙した1966年3月9日、19歳のベストは2得点を挙げ、欧州にその名を知らしめた。ポルトガルのスポーツ紙『ア・ボーラ』が「エル・ビートル」と呼びその活躍を取り上げると、サッカーそのものに関心が無い少女たちからもポップスター並にアイドル視されるようになる。これは1960年代半ばのサッカー選手には前例の無い特異な現象であり、ベストは自伝『恵まれし者』で「人々は私についてあらゆることを知りたがった。サッカー観ばかりでなく、服や音楽の好みや、行きつけのクラブなども。突然私のやることなすことすべてが、ヒップでクールだということになった」と述べており、こうした現象について「私はひとつのアイコンになったのだと思う」と回顧している。一挙手一投足を注目されるようになったベストは女性関係や夜遊びなどのスキャンダルについても頻繁に報道されるようになり、それがストレスとなってさらに酒を浴びるように飲み、アルコール依存症へと陥ってしまうなどの一面もあった。こうした経緯もあってベストの妹、バーバラ・マクナリーは夫のノーマンとともに2006年に「ジョージ・ベスト基金」を立ち上げ、アルコール依存症患者に対する救済やアルコールに関わる医学研究への支援を行うことを表明した。

## 個人成績
| 所属クラブ                   | シーズン     | リーグ | リーグ | カップ | カップ | リーグカップ | リーグカップ | 欧州カップ | 欧州カップ | その他1 | その他1 | 通算期間 | 通算期間 |
| 所属クラブ                   | シーズン     | 出場数 | 得点   | 出場数 | 得点   | 出場数       | 得点         | 出場数     | 得点       | 出場数  | 得点    | 出場数   | 得点     |
| ---------------------------- | ------------ | ------ | ------ | ------ | ------ | ------------ | ------------ | ---------- | ---------- | ------- | ------- | -------- | -------- |
| マンチェスター・ユナイテッド | 1963-64      | 17     | 4      | 7      | 2      | –            | –            | 2          | 0          | 0       | 0       | 26       | 6        |
| マンチェスター・ユナイテッド | 1964-65      | 41     | 10     | 7      | 2      | –            | –            | 11         | 2          | 0       | 0       | 59       | 14       |
| マンチェスター・ユナイテッド | 1965-66      | 31     | 9      | 5      | 3      | –            | –            | 6          | 4          | 1       | 1       | 43       | 17       |
| マンチェスター・ユナイテッド | 1966-67      | 42     | 10     | 2      | 0      | 1            | 0            | –          | –          | 0       | 0       | 45       | 10       |
| マンチェスター・ユナイテッド | 1967-68      | 41     | 28     | 2      | 1      | –            | –            | 9          | 3          | 1       | 0       | 53       | 32       |
| マンチェスター・ユナイテッド | 1968-69      | 41     | 19     | 6      | 1      | –            | –            | 6          | 2          | 2       | 0       | 55       | 22       |
| マンチェスター・ユナイテッド | 1969-70      | 37     | 15     | 8      | 6      | 8            | 2            | –          | –          | 0       | 0       | 53       | 23       |
| マンチェスター・ユナイテッド | 1970-71      | 40     | 18     | 2      | 1      | 6            | 2            | –          | –          | 3       | 1       | 51       | 22       |
| マンチェスター・ユナイテッド | 1971-72      | 40     | 18     | 7      | 5      | 6            | 3            | –          | –          | 1       | 1       | 54       | 27       |
| マンチェスター・ユナイテッド | 1972-73      | 19     | 4      | 0      | 0      | 4            | 2            | –          | –          | 0       | 0       | 23       | 6        |
| マンチェスター・ユナイテッド | 1973-74      | 12     | 2      | 0      | 0      | 0            | 0            | –          | –          | 0       | 0       | 12       | 2        |
| マンチェスター・ユナイテッド | 期間通算     | 361    | 137    | 46     | 21     | 25           | 9            | 34         | 11         | 8       | 3       | 474      | 181      |
| ストックポート               | 1975-76      | 3      | 2      | 0      | 0      | 0            | 0            | –          | –          | –       | –       | 3        | 2        |
| コーク                       | 1975-76      | 3      | 0      | 0      | 0      | 0            | 0            | –          | –          | –       | –       | 3        | 0        |
| アズテックス                 | 19762        | 24     | 15     | –      | –      | –            | –            | –          | –          | –       | –       | 24       | 15       |
| フラム                       | 1976-77      | 32     | 6      | 2      | 0      | 3            | 2            | –          | –          | –       | –       | 37       | 8        |
| フラム                       | 1977-78      | 10     | 2      | 0      | 0      | 0            | 0            | –          | –          | –       | –       | 10       | 2        |
| フラム                       | 期間通算     | 42     | 8      | 2      | 0      | 3            | 2            | –          | –          | –       | –       | 47       | 10       |
| アズテックス                 | 19773        | 25     | 13     | –      | –      | –            | –            | –          | –          | –       | –       | 25       | 13       |
| アズテックス                 | 1978         | 12     | 1      | –      | –      | –            | –            | –          | –          | –       | –       | 12       | 1        |
| アズテックス                 | 期間通算     | 37     | 14     | –      | –      | –            | –            | –          | –          | –       | –       | 37       | 14       |
| ストライカーズ               | 19783        | 14     | 5      | –      | –      | –            | –            | –          | –          | –       | –       | 14       | 5        |
| ストライカーズ               | 1979         | 19     | 2      | –      | –      | –            | –            | –          | –          | –       | –       | 19       | 2        |
| ストライカーズ               | 期間通算     | 33     | 7      | –      | –      | –            | –            | –          | –          | –       | –       | 33       | 7        |
| ハイバーニアン               | 1979-80      | 13     | 3      | 3      | 0      | 0            | 0            | –          | –          | –       | –       | 16       | 3        |
| ハイバーニアン               | 1980-81      | 4      | 0      | 0      | 0      | 2            | 0            | –          | –          | –       | –       | 6        | 0        |
| ハイバーニアン               | 期間通算     | 17     | 3      | 3      | 0      | 2            | 0            | –          | –          | –       | –       | 22       | 3        |
| アースクエイクス             | 1980         | 26     | 8      | –      | –      | –            | –            | –          | –          | –       | –       | 26       | 8        |
| アースクエイクス             | 1981         | 30     | 13     | –      | –      | –            | –            | –          | –          | –       | –       | 30       | 13       |
| アースクエイクス             | 期間通算     | 56     | 21     | –      | –      | –            | –            | –          | –          | –       | –       | 56       | 21       |
| ボーンマス                   | 1982-83      | 5      | 0      | 0      | 0      | 0            | 0            | –          | –          | –       | –       | 5        | 0        |
| ブリズベン・ライオンズ       | 1983         | 4      | 0      | 0      | 0      | –            | –            | –          | –          | –       | –       | 4        | 0        |
| トーバーモア                 | 1983-84      | 0      | 0      | 1      | 0      | –            | –            | –          | –          | –       | –       | 1        | 0        |
| キャリア通算                 | キャリア通算 | 585    | 207    | 52     | 21     | 30           | 11           | 34         | 11         | 8       | 3       | 709      | 253      |

1FAコミュニティ・シールド、ワトニーカップ、インターコンチネンタルカップ。
2NASLプレーオフマッチを含む（1試合）
3NASLプレーオフマッチを含む（5試合/2得点）
| 北アイルランド代表 | 国際Aマッチ | 国際Aマッチ |
| 年                 | 出場        | 得点        |
| ------------------ | ----------- | ----------- |
| 1964               | 6           | 2           |
| 1965               | 6           | 1           |
| 1966               | 1           | 0           |
| 1967               | 1           | 0           |
| 1968               | 1           | 1           |
| 1969               | 4           | 0           |
| 1970               | 4           | 1           |
| 1971               | 6           | 4           |
| 1972               | 2           | 0           |
| 1973               | 1           | 0           |
| 1974               | 0           | 0           |
| 1975               | 0           | 0           |
| 1976               | 2           | 0           |
| 1977               | 3           | 0           |
| Total              | 37          | 9           |

## 個人タイトル
- バロンドール : (1968)
- FWA年間最優秀選手賞 : (1968)
- 20世紀世界最優秀選手 16位 (1999年、国際サッカー歴史統計連盟)
- 20世紀の偉大なサッカー選手100人 8位 : (1999)
- イングランドサッカー殿堂 : (2002)
- FIFA100 : (2004)
- ゴールデンフット賞 (all time legend) : (2005)

## 著書
- 『Best of Both Worlds』, London: Pelham Books, 1968 - 自伝
- 『Where Do I Go from Here?』, London: Queen Anne P, 1981 - 自伝
- 『The Good, the Bad and the Bubbly: My Autobiography』, London: Simon & Schuster, 1990 - 自伝
- 『The Best of Times: My Favourite Football Stories』, London: Simon & Schuster, 1994 - 回想録
- 『Blessed: The Autobiography』, London: Ebury. 2002 - 自伝
- 『Scoring at Halftime: Adventures on and off the Pitch』, London: Ebury. 2003 - 回想エッセイ
- 『Hard Tackles and Dirty Baths: The Inside Story of Football's Golden Era』, London: Ebury, 2005 - 回想エッセイ